# Replica
Replica je mlada rock grupa iz Sesveta, osnovana 2000. godine. U izdanju Croatia Records-a izdala je dva studijska albuma, "Jeftin trik" u studenom 2008. godine i "Svi smo pozvani" u studenom 2011.

## Povijest grupe
Grupa je osnovana 2000. godine na jednom svjetioniku. Počinju s promoviranjem snimanjem dva demo albuma s ukupno 12 pjesama. 
7. veljače 2008. grupa potpisuje ugovor s Croatia Records-om. U lipnju iste godine izdaju svoj prvi singl (i video spot) pod naslovom Vlak za nigdje, a u prosincu izdaju i drugi singl "Beštija", te snimaju spot za istoimenu pjesmu. Njihov prvi studijski album, Jeftin trik, izdan je u studenom 2008. godine.
2011. godine izdaju singl Sve što je vječno, kratko traje, a u studenom izdaju i drugi studijski album Svi smo pozvani  (album), prema istoimenom drugom singlu.
Svirali su na nekoliko većih koncerata (ukupno 40-ak), poglavito u Zagrebu i okolici i na nekoliko festivala, od kojih su najznačajniji nastupi na Idemo5 festivalu, Vumfestu u Vrbovcu, Soundinvasion 2006. i Rokajfest 2007.,
Krajem 2013. izdaju singl "Još jedan osmijeh", a početkom 2014. godine sastav mijenja sastav u ovaj sadašnji i počinje rad na novom materijalu koji tek treba ugledati svijetlo dana.
Velik utjecaj na njihovu glazbu su imali Pearl Jam, Red Hot Chili Peppers, Foo Fighters, TBF, Hladno pivo i drugi.

## Sastav 2008. =
Domagoj Cifek (gitara), Branimir Ivančan (bubnjevi), Emil Obad (bas) i Ivan Šibenik (vokal/gitara).
- Ivan Šibenik - vokal
- Domagoj Cifrek - gitara
- Filip Kozlica - gitara
- Bruno Milanović - bas
- Damir Štefinovec - bubanj

## Diskografija

### Albumi
- dva demoalbuma bez imena (po 6 pjesama)
- Jeftin trik, (Croatia Records, 2008.)[2]
- Svi smo pozvani, (Croatia Records, 2011.)

### Singlovi
- Vlak za nigdje (Croatia Records, 2008.)
- Beštija (Croatia Records, 2008.)
- Sve što je vječno, kratko traje, (Croatia Records, 2011.)[3]
- Svi smo pozvani, (Croatia Records, 2011.)[4]
- Vrati se, 2012.[5]
- Izgubljena, 2013.[6]
- Još jedan osmijeh (Croatia Records, 2013.)[7]

## Vanjske poveznice
- Croatia Records - o prvom singlu Replice
- Stranica sastava
- Zoran Stajčić: Replica – heroji akustične večeri Velike Rock Eksplozije  Arhivirana inačica izvorne stranice od 30. listopada 2011. (Wayback Machine), Ravno do dna, 23. listopada 2011.